# Hugo Weaving
Hugo Wallace Weaving (* 4. dubna 1960) je anglo-australský herec narozený britským rodičům v Nigérii, tehdy britské kolonii, a žijící v Austrálii. Proslavil se díky filmům jako například Dobrodružství Priscilly, královny pouště, Babe - galantní prasátko, Matrix (trilogie), Pán prstenů (trilogie). Dále hrál maskovaného "V" ve filmu V jako Vendetta a daboval Megatrona ve filmové sérii Transformers.

## Filmografie
- 1980 ...Maybe This Time jako Student 2
- 1983 City's Edge, The jako Andy White
- 1986 For Love Alone jako Jonathan Crow
- 1987 Pomocnik jako Ned Devine
- 1988 Dadah Is Death jako Geoffrey Chambers
- 1989 Bangkok Hilton jako Richard Carlisle
- 1990 ...Almost / Wendy Cracked a Walnut jako Jake
- 1993 The Custodian jako Church
- 1994 Exile jako Innes
- 1994 Dobrodružství Priscilly, královny pouště jako Anthony Belrose / Tick / Mitzi
- 1996 The Bite jako Jack Shannon
- 1997 True Love and Chaos jako Morris
- 1998 Babe - galantní prasátko jako Rex (hlas)
- 1999 Matrix jako Agent Smith
- 1999 Waterproof jako Martin
- 2001 The Old Man Who Read Love Stories jako Rubicondo, dentista
- 2001 Pán prstenů: Společenstvo Prstenu jako Elrond
- 2002 Pán prstenů: Dvě věže jako Elrond
- 2003 Matrix Reloaded jako Agent Smith
- 2003 Pán prstenů: Návrat krále jako Elrond
- 2003 Matrix Revolutions jako Agent Smith
- 2004 Time Breaker
- 2005 The Myth
- 2005 Little Fish
- 2006 V jako Vendeta jako V
- 2007 Transformers jako Megatron (hlas)
- 2009 Transformers: Pomsta poražených jako Megatron (hlas)
- 2011 Transformers 3 jako Megatron (hlas)
- 2011 Captain America: První Avenger jako Red Skull
- 2012 Atlas mraků v šesti-roli jako Haskell Moore / Tadeusz Kesselring / Bill Smoke / Nurse Noakes / Boardman Mephi / Old Georgie
- 2012 Hobit: Neočekávaná cesta jako Elrond
- 2013 Hobit: Šmakova dračí poušť
- 2014 Hobit: Bitva pěti armád
- 2014 Healing
- 2016 Hacksaw Ridge: Zrození hrdiny jako Tom Doss